# 泰勒俯海鯰
泰勒俯海鯰為輻鰭魚綱鯰形目海鯰科的其中一種，分布於中美洲薩爾瓦多淡水水域，體長可達28.3公分，棲息在底層水域，屬肉食性，生活習性不明。

## 擴展閱讀
維基物種上的相關：泰勒俯海鯰